# Abelsoniet
Het mineraal abelsoniet is een verbinding van nikkel, koolstof, waterstof en stikstof met de chemische formule Ni(C31H32N4).

## Eigenschappen
Het doorschijnende rozerode, paarse of roodbruine abelsoniet heeft een submetallische glans en een goede splijting volgens kristalvlak [111]. De gemiddelde dichtheid is 1,45 en de hardheid is 2 tot 2,5. Abelsoniet is niet radioactief.

## Naamgeving
Het mineraal is genoemd naar Philip Hauge Abelson, een Amerikaanse fysicus en voorzitter van het Carnegie-instituut.

## Voorkomen
Abelsoniet is een mineraal van organische oorsprong dat wordt gevonden in scheuren in lacusteriene, koolwaterstof-rijke schalies. De typelocatie is de Green River Formation in Utah, Verenigde Staten.